# Benjamin Faraas
Benjamin Thoresen Faraas (Flisa, Åsnes, 8 de septiembre de 2005) es un futbolista noruego. Puede jugar de mediocentro, delantero centro o extremo por ambas bandas y su equipo actual es el Fredrikstad FK de la Eliteserien, máxima categoría del fútbol noruego.

## Trayectoria
Debutó como profesional el 1 de agosto de 2021 con Hamarkameratene, ingresó al minuto 72 para enfrentar a Gjøvik-Lyn y ganaron 0-3 en la segunda ronda de la Copa de Noruega. En su primera temporada como profesional solo disputó un partido y finalizaron el torneo de Segunda División en primer lugar, por lo que regresaron a la máxima categoría del fútbol noruego.
El 23 de agosto de 2023 fue fichado por Club NXT, firmó contrato hasta 2016. Debutó en Bélgica el 25 de agosto, ingresó en los minutos finales para jugar ante Jong Genk, equipo al que vencieron 0-3.
Tras 37 partidos con la reserva del Brujas, el 18 de enero de 2025 se anunció su fichaje por Fredrikstad FK, para jugar en la máxima categoría del fútbol noruego, firmó por 4 temporadas.

## Selección nacional
Ha sido internacional con la selección de fútbol de Noruega en las categorías sub-16, sub-17, sub-18, sub-19 y sub-20.

## Estadísticas

### Clubes
Actualizado al último partido citado el 1 de junio de 2025.
| Club                        | Div.          | Temporada     | Liga  | Liga  | Liga   | Copas nacionales | Copas nacionales | Copas nacionales | Copas internacionales | Copas internacionales | Copas internacionales | Total | Total | Total  |
| Club                        | Div.          | Temporada     | Part. | Goles | Asist. | Part.            | Goles            | Asist.           | Part.                 | Goles                 | Asist.                | Part. | Goles | Asist. |
| --------------------------- | ------------- | ------------- | ----- | ----- | ------ | ---------------- | ---------------- | ---------------- | --------------------- | --------------------- | --------------------- | ----- | ----- | ------ |
| Hamarkameratene · Noruega   | 2.ª           | 2021          | 0     | 0     | 0      | 1                | 0                | 0                | —                     | —                     | —                     | 1     | 0     | 0      |
| Hamarkameratene · Noruega   | 1.ª           | 2022          | 10    | 1     | 0      | 2                | 2                | 0                | —                     | —                     | —                     | 12    | 3     | 0      |
| Hamarkameratene · Noruega   | 1.ª           | 2023          | 13    | 1     | 0      | 3                | 4                | 1                | —                     | —                     | —                     | 16    | 5     | 1      |
| Hamarkameratene · Noruega   | Total club    | Total club    | 23    | 2     | 0      | 6                | 6                | 1                | 0                     | 0                     | 0                     | 29    | 8     | 1      |
| Club NXT · Bélgica          | 2.ª           | 2023-24       | 21    | 2     | 2      | —                | —                | —                | —                     | —                     | —                     | 21    | 2     | 2      |
| Club NXT · Bélgica          | 2.ª           | 2024-25       | 16    | 1     | 1      | —                | —                | —                | —                     | —                     | —                     | 16    | 1     | 1      |
| Club NXT · Bélgica          | Total club    | Total club    | 37    | 3     | 3      | 0                | 0                | 0                | 0                     | 0                     | 0                     | 37    | 3     | 3      |
| Fredrikstad F. K. · Noruega | 1.ª           | 2025          | 9     | 1     | 0      | 4                | 2                | 1                | —                     | —                     | —                     | 13    | 3     | 1      |
| Fredrikstad F. K. · Noruega | Total club    | Total club    | 9     | 1     | 0      | 4                | 2                | 1                | 0                     | 0                     | 0                     | 13    | 3     | 1      |
| Total carrera               | Total carrera | Total carrera | 69    | 6     | 3      | 10               | 8                | 2                | 0                     | 0                     | 0                     | 79    | 14    | 5      |
| 1.                          |               |               |       |       |        |                  |                  |                  |                       |                       |                       |       |       |        |

### Selección
Actualizado al último partido citado el 9 de junio de 2025.
| Selección         | Temporada         | Continental | Continental | Continental | Mundial | Mundial | Mundial | Amistosos | Amistosos | Amistosos | Total | Total | Total  |
| Selección         | Temporada         | Part.       | Goles       | Asist.      | Part.   | Goles   | Asist.  | Part.     | Goles     | Asist.    | Part. | Goles | Asist. |
| ----------------- | ----------------- | ----------- | ----------- | ----------- | ------- | ------- | ------- | --------- | --------- | --------- | ----- | ----- | ------ |
| Sub-16 · Noruega  | 2021              | —           | —           | —           | —       | —       | —       | 6         | 2         | 0         | 6     | 2     | 0      |
| Sub-16 · Noruega  | Total sel.        | 0           | 0           | 0           | 0       | 0       | 0       | 6         | 2         | 0         | 6     | 2     | 0      |
| Sub-17 · Noruega  | 2021-22           | 2           | 1           | 0           | -       | -       | -       | 1         | 0         | 0         | 3     | 0     | 0      |
| Sub-17 · Noruega  | 2022-23           | -           | -           | -           | -       | -       | -       | 2         | 0         | 0         | 2     | 0     | 0      |
| Sub-17 · Noruega  | Total sel.        | 2           | 1           | 0           | 0       | 0       | 0       | 3         | 0         | 0         | 5     | 1     | 0      |
| Sub-18 · Noruega  | 2023              | —           | —           | —           | —       | —       | —       | 10        | 2         | 0         | 10    | 2     | 0      |
| Sub-18 · Noruega  | Total sel.        | 0           | 0           | 0           | 0       | 0       | 0       | 10        | 2         | 0         | 10    | 2     | 0      |
| Sub-19 · Noruega  | 2022-23           | 4           | 0           | 0           | —       | —       | —       | 0         | 0         | 0         | 4     | 0     | 0      |
| Sub-19 · Noruega  | 2023-24           | 7           | 4           | 0           | —       | —       | —       | 2         | 1         | 0         | 9     | 5     | 0      |
| Sub-19 · Noruega  | Total sel.        | 11          | 4           | 0           | 0       | 0       | 0       | 2         | 1         | 0         | 13    | 5     | 0      |
| Sub-20 · Noruega  | 2024              | —           | —           | —           | —       | —       | —       | 2         | 0         | 0         | 2     | 0     | 0      |
| Sub-20 · Noruega  | 2025              | —           | —           | —           | —       | —       | —       | 2         | 0         | 0         | 2     | 0     | 0      |
| Sub-20 · Noruega  | Total sel.        | 0           | 0           | 0           | 0       | 0       | 0       | 4         | 0         | 0         | 4     | 0     | 0      |
| Total selecciones | Total selecciones | 14          | 5           | 0           | 0       | 0       | 0       | 23        | 5         | 0         | 36    | 10    | 0      |
| 1.                |                   |             |             |             |         |         |         |           |           |           |       |       |        |